# Дабіх
Дабіх (β Козорога, β Cap, Бета Козорога) — це зоряна система в сузір'ї Козорога. Система β Козорога розташована за 328 світлових років від Землі. Оскільки вона знаходиться недалеко від екліптики, β Козорога може покриватись Місяцем, а також (рідко) планетами.

## Назви
Зоряна система має традиційну назву Дабіх, яка походить від араб. الذابح (Аль-dhābiḥ), що означає «м'ясник».
Китайська назва 牛宿 (Niú Su, що означає «Бик») відноситься до астеризму, що складається з β Козорога, α2 Козорога, ξ2 Козорога, π Козорога, ο Козорога та ρ Козорога; відповідно β Козорога має назву 牛宿一 (Niú Su yī, букв. «Перша зоря Бика»).

## Візуально-подвійна зоря
У бінокль або невеликий телескоп, β Козорога вже можна побачити як подвійну зорю. Яскравіший з цих двох компонентів, β¹ Козорога або Дабіх Великий, має видиму зоряну величину +3,05, а тьмяніший, β² Козорога або Дабіх Малий, — видиму зоряну величину +6,09. Дві компоненти відділені на небі 3,5 кутовими хвилинами, тобто розташовані на відстані не менше 21 000 а.о. (0,34 св.р.). Їм потрібно приблизно 700 000 років, щоб завершити один оборот орбіти. Обидві ці компоненти самі складаються з декількох зірок.
Через складність цієї системи, для позначення компонентів виникли декілька різних схем. Ця стаття використовує іменування з Каталогу кратних зір.

## β¹ Козорога
Яскравіший компонент — β¹ Козорога, одночасно є і складнішим з пари. Він має як мінімум три компоненти, і його спектр важко інтерпретувати. У спектрі переважає пара зір: β Козорога Aa — помаранчевий яскравий гігант класу K  видимої зоряної величини +3,08, і β Козорога Ab — блакитно-білий карлик головної послідовності класу B видимої величини +7,20. Ці два компоненти розділені 0,05 кутових секунд (5 а.о.) і мають орбітальний період у 3,77 років.
Компонент Aa має температуру поверхні 4 900 Кельвінів, діаметр у 35 разів більше, ніж сонячний, і світність в 600 разів більше, ніж сонячна. Компонента Ab має інший, невидимий супутник, β Козорога Ac, який обертається навколо Ab з орбітальним періодом 8,7 днів. Висунуто припущення, що і компонент Aa складається з кількох зоряних тіл.

## β² Козорога
Менш яскравий компонент візуально-подвійної зорі, β² Козорога, простіший і краще вивчений. Це подвійна зоря, яскравіший компонент якої, β Козорога B, має видиму зоряну величину +6,1. Це гігант спектрального класу А0 зі світністю 40 сонячних. Друга зоря, β Козорога C, розташована у близько 3 кутових секундах від зорі B.
β Козорога B є пекулярною зорею, маючи незвичайно велику кількість ртуті та марганцю в атмосфері.

## Інші компоненти
Джон Гершель виявив ще дві зорі поруч з β Козорога  - у 112 кутових секундах від  β¹ Козорога. Наразі незрозуміло, чи вони є просто візуально-подвійними чи є частиною системи β Козорога. Вони іноді згадуються як β Козорога D і E.